# Michael Breisky

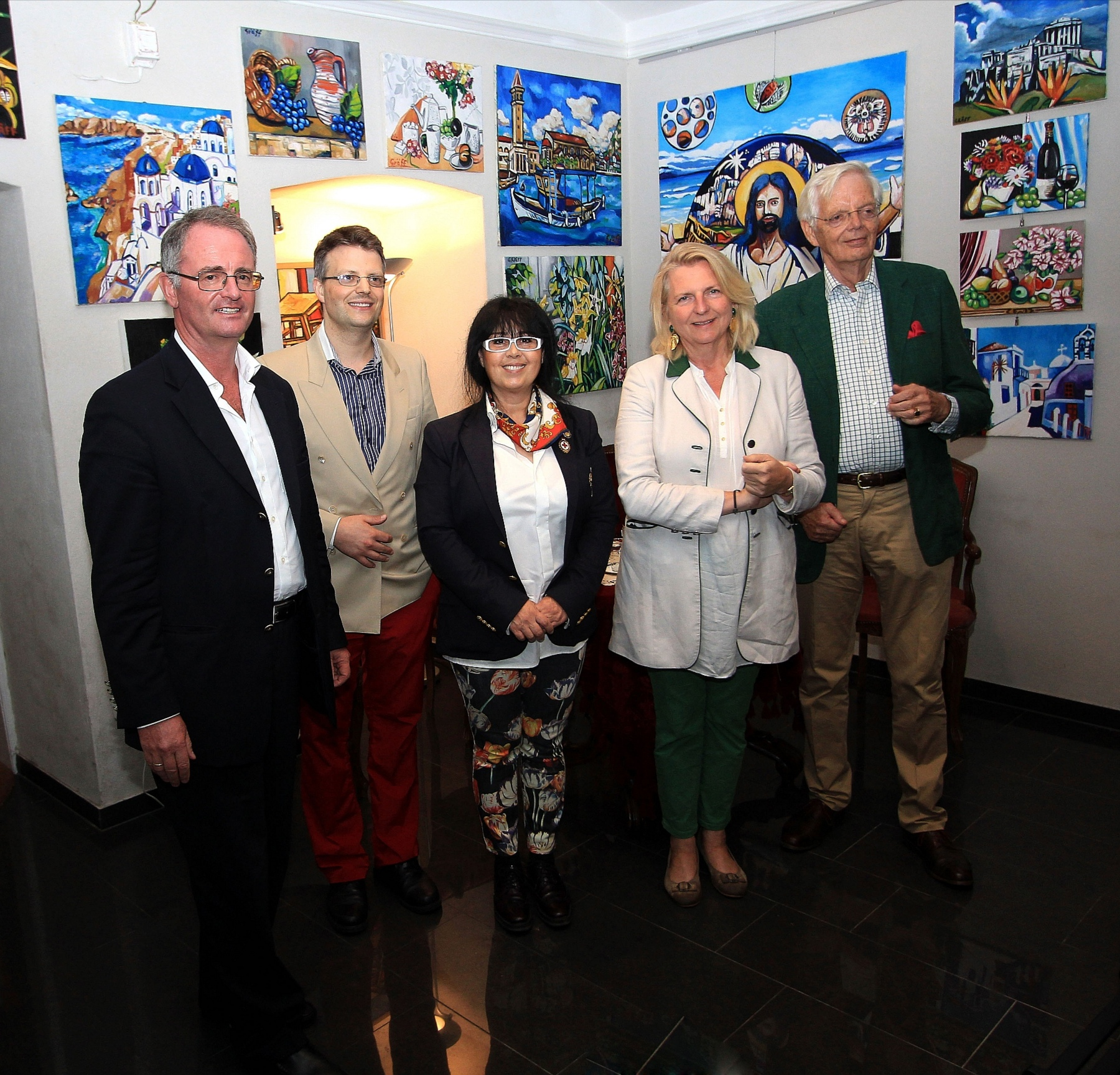
Michael Breisky (rechts) beim "Dialog im Kamptal" mit Georg Vetter, Matthias Laurenz Gräff, Georgia Kazantzidu und Karin Kneissl (2020)

Michael Breisky (* 29. Dezember 1940 in Lissabon) ist ein ehemaliger österreichischer Diplomat und als Globalisierungskritiker Verfasser zahlreicher Publikationen zu Leopold Kohr und dessen Lehre.

## Leben
Die Familie Breisky war dem alt-österreichischen Beamtenadel zugehörig. Ein Teil der Familie führte den Freiherrentitel, eine andere den Rittertitel, aus dieser auch Michael Breisky entstammt. Er wuchs als Sohn von Hubert von Breisky und dessen Frau Hildegard (geborene Schmidtmann) in Lissabon auf, wo sein Vater von 1940 bis 1945 als Kulturattaché an der Deutschen Gesandtschaft tätig war. 1949 übersiedelte er mit seiner Mutter nach Österreich. Breisky studierte in Wien Rechtswissenschaften (Dr. iur.) und absolvierte die Diplomatische Akademie Wien. Seit 1968 ist er mit der Schwedin  Louise Gernandt verheiratet. Einer von Breiskys Verwandten war der Politiker Walter Breisky.

### Diplomatischer Dienst
1967 wurde Breisky Mitarbeiter des Auswärtigen Dienstes des Österreichischen Außenministeriums. Erste Auslandsposten hatte er in Rio de Janeiro, Oslo und Nairobi. 1982 avancierte Breisky zum österreichischen Generalkonsul in Mailand, zuständig u. a. für Südtirol. Hernach wirkte er unter anderem als Leiter der Südtirol-Abteilung im österreichischen Außenministerium und war als Vorsitzender der österreichischen Kommission zur Prüfung des "Pakets" zur Autonomie Südtirols maßgeblich an der einvernehmlichen Beilegung des Südtirol-Konflikts 1992 beteiligt.
Breisky war von 1993 bis 1999 österreichischer Botschafter in Irland. Anschließend wurde er Leiter der Amerika-Abteilung im Außenministerium und 2003 Generalkonsul in New York. 2005 beendete Breisky seine diplomatische Laufbahn.

### Wissenschaftliche Tätigkeit
Seine Beschäftigung und Expertise in Fragen des Minderheitenschutzes, Autonomie, Regionalismus und Ethik führten Breisky schon vor seinem Übertritt in den Ruhestand zu einer intensiven Auseinandersetzung mit dem Gedankengut von Leopold Kohr, und zur (Mit-)Begründung des wissenschaftlichen Beirats der Leopold-Kohr-Akademie in Salzburg. 2008 folgte Breisky der Einladung zu einer Vorlesungs-Tournee über Leopold Kohr an sechs chinesische Universitäten.

„Das lineare Vernunft-Denken der Aufklärung hat große Ideen entstehen lassen, die keine Selbstbeschränkung kennen und daher zu Maßlosigkeit tendieren. Das notwendige Menschliche Maß findet sich entweder in einem überschaubaren Umfeld – das vom biologisch „alten“ Teil des menschlichen Gehirns ganzheitlich auswertet wird – oder durch Gegenüberstellung von Idee und komplementärer Gegen-Idee. Beispiele dafür sind Effizienz und Resilienz, Konkurrenz und Kooperation, Demokratie und Hierarchie, Toleranz und Identität“

## Werke
Bücher:
- Mit ‚Austrian Mind' über den Tellerrand hinaus – Zur Wiederkehr ganzheitlich-pragmatischen Denkens (= edition Widerhall, Bd. 1). Perchtoldsdorf 2020, ISBN 978-3-9519838-0-6
- Menschliches Maß gegen Gier und Hass – small-is-beautiful im 21. Jahrhundert, 2018 bei Frank & Frei, Wien, ISBN 978-3-903236-18-9
- Skizzen aus dem diplomatischen Kriegs-Lissabon – Was mir Hubert und Hildegard Breisky über ihre Jahre in Portugal 1940–1945 erzählt haben, Sonderdruck Frank & Frei, Wien 2018, ISBN 978-3-903236-24-0
- Groß ist ungeschickt –  Leopold Kohr im Zeitalter der Post-Globalisierung.Passagen Verlag, Wien 2010, ISBN 978-3-85165-924-5
- Welcome to Post-Globalization – The Politics of Second Enlightenment, Human Scale and the Economy of the Mind. New European Publications, London 2009 ISBN 978-1-872410-76-0
- Der Kompass im Kopf – Menschliches Maß und Politik im 21. Jahrhundert. Otto Müller Verlag, Salzburg 2003 ISBN 3-7013-1088-2

Artikel:
- „Populismus und Eliten-Arroganz“, Magazin Frank & Frei 06/18, Wien „Vision für weniger Effizienz, aber mehr Resilienz“, Rotary Magazin August 2017, Hamburg
- China, Process Philosophy and Leopold Kohr. Journal of the European-Atlantic Group, Autumn/Winter 2009/2010, London
- Dealing with Minorities – a Challenge for Europe. Lecture/Publication Queens University, Belfast, 1998
- Zur Psychologie der Minderheitenpolitik –  das Tabu des Subjektiven und der fehlende contrat national. Europäische Rundschau, No 4/1996, Wien